# 馬自達葉風

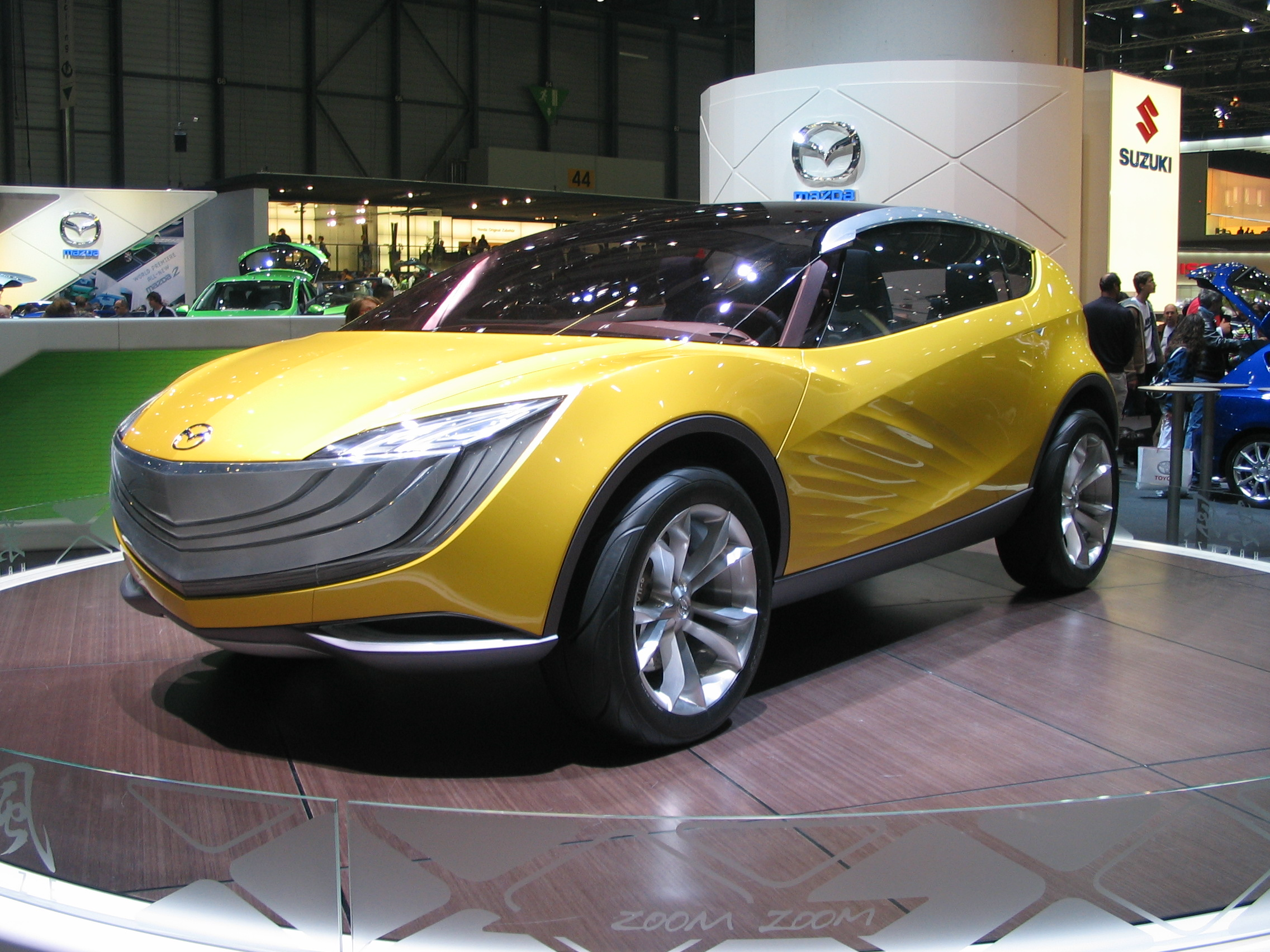
馬自達葉風

馬自達葉風（日语：マツダ・葉風〔はかぜ〕；Mazda Hakaze）是一款由日本馬自達公司開發的概念車。

## 概要
2007年該款車首度在日內瓦國際車展上發表面世，這是該公司繼馬自達流、馬自達流雅等兩款車後，第三款以「流動」為設計主軸的概念車，由馬自達荷蘭籍全球設計總監勞倫斯·范·登·阿克爾（Laurens van den Acker）主持設計工作。
該款車的設計延續流的「流動」概念，雖然外觀看起來像雙門跑車，但實際上以功能而言更接近跨界休旅車（Crossover SUV）。該款車沒有車門門把，採鍘刀式車門，以攝影機取代後視鏡，及部分可開式的天窗

## 車輛規格
- 全長：4,420mm
- 全寬：1,900mm
- 全高：1,560mm
- 軸距：2,650mm
- 乘坐人數：2+2人
- 引擎：2.3L DISI（Direct Injection Spark Ignition）缸內直噴渦輪增壓L3-VDT型引擎
- 變速系統：六速自排
- 驅動方式：4WD四輪驅動

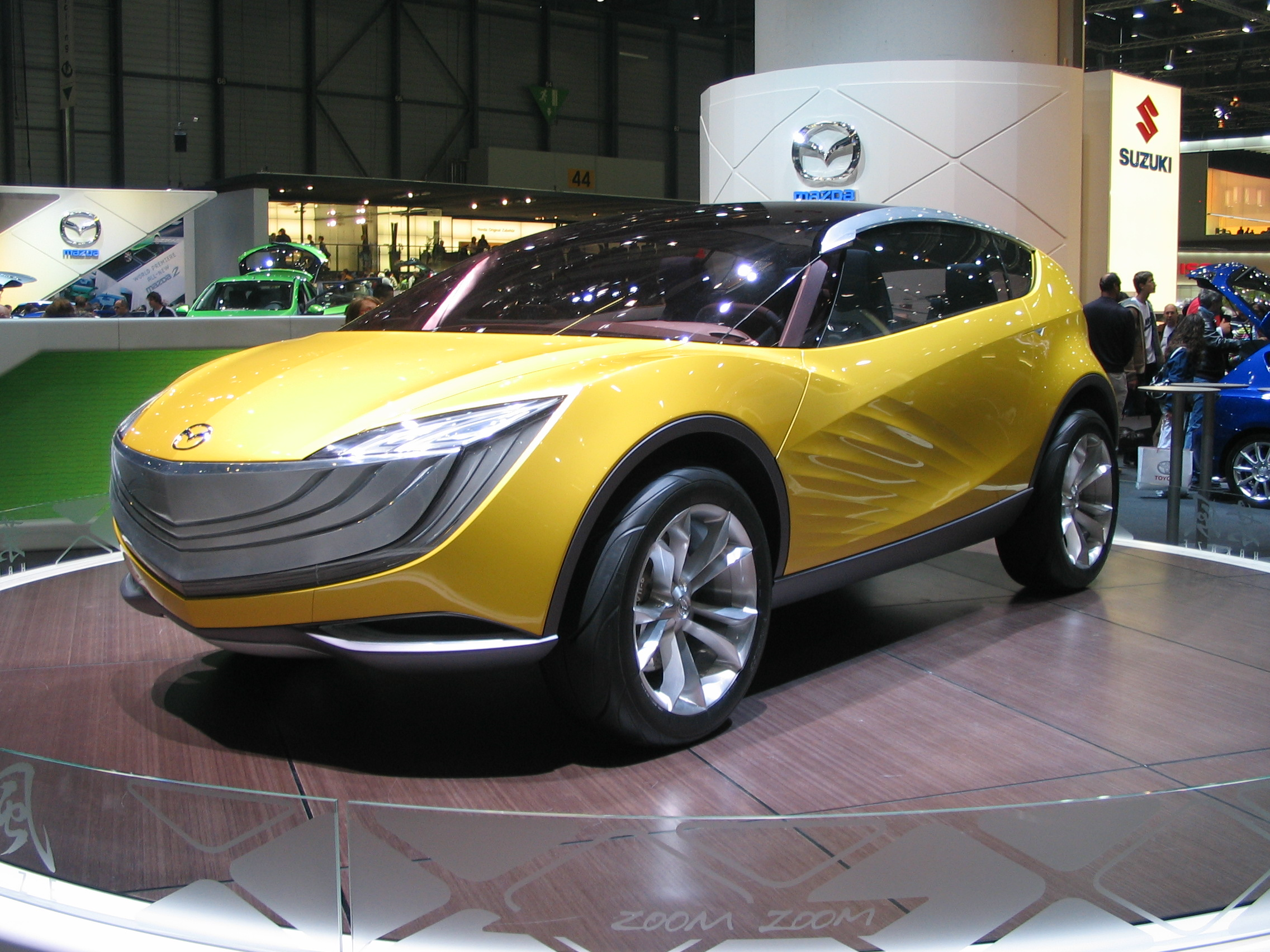
車頭
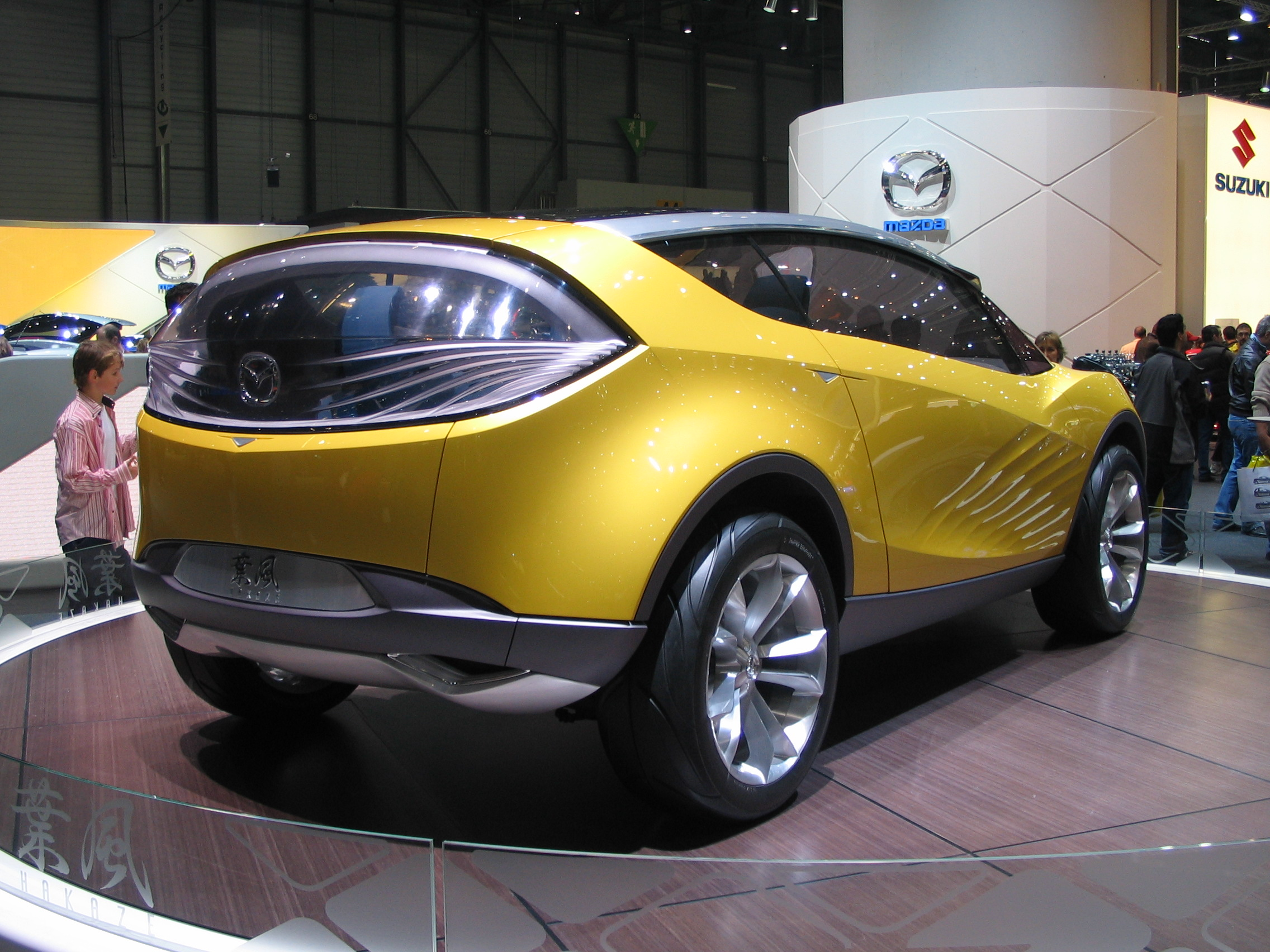
車尾
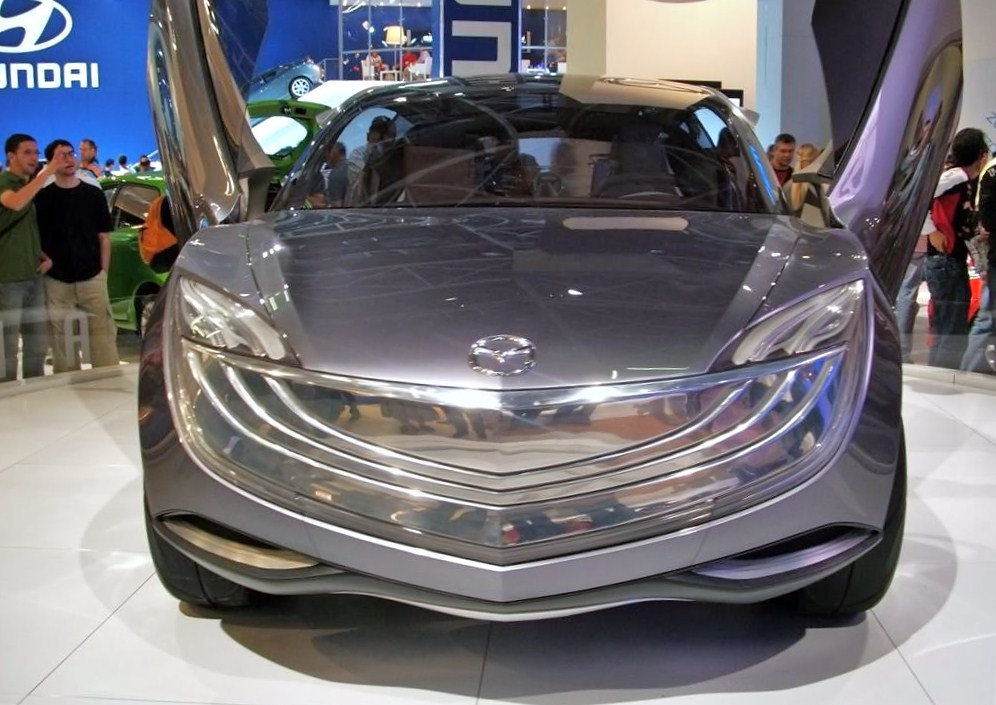
車頭
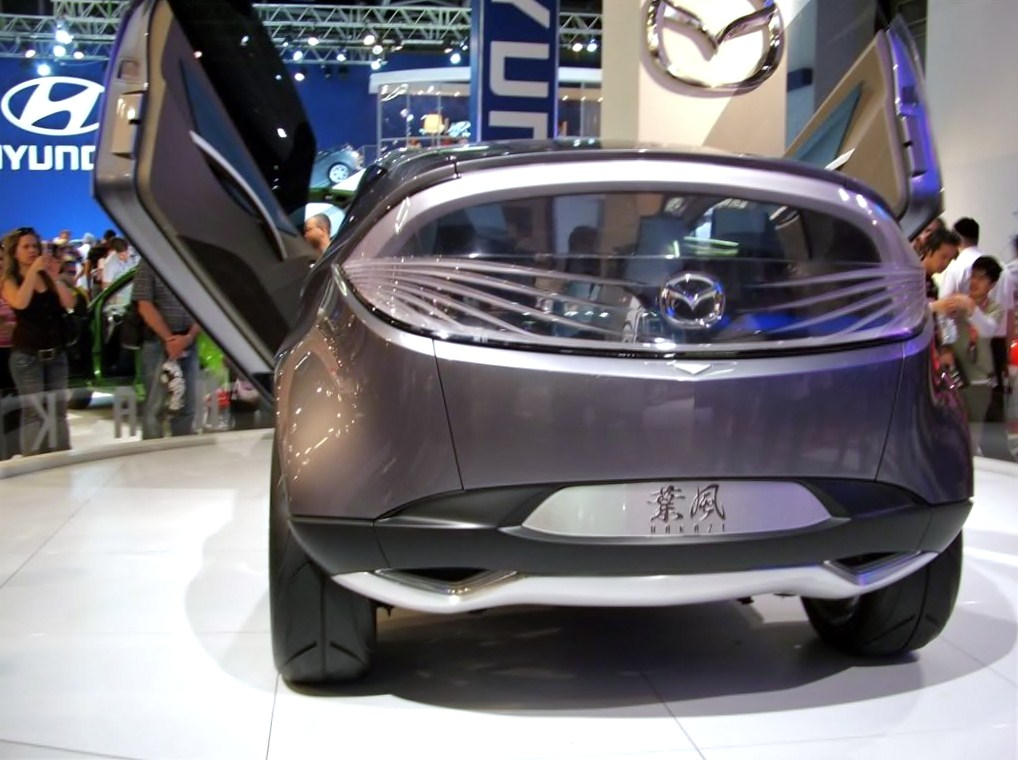
車尾

## 外部連結
- （日語）【MAZDA】マツダ 葉風　Hakaze
- （英文）馬自達葉風之照片 （页面存档备份，存于）